# آنتون یلچین
آنتون ویکتورویچ یلچین (به روسی: Анто́н Ви́кторович Ельчи́н) (زاده ۱۱ مارس ۱۹۸۹ - درگذشته ۱۹ ژوئن ۲۰۱۶) هنرپیشه سینما و تلویزیون اهل ایالات متحده آمریکا بود. وی بخاطر مرگ عجیبش در ۲۷ سالگی یکی از اعضای کلوب ۲۷ شناخته می‌شود.

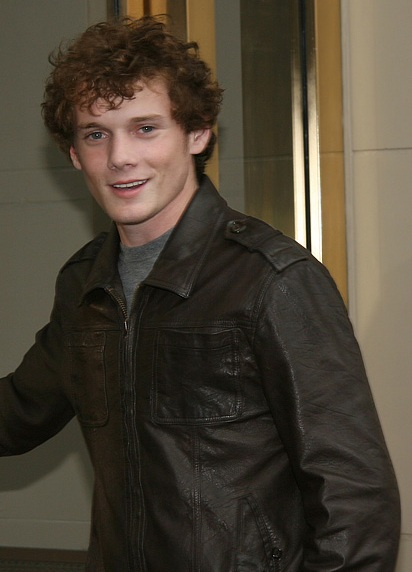
جشنواره بین‌المللی فیلم تورنتو ۲۰۰۸

## زندگی‌نامه
آنتون یلچین تنها فرزند یک زوج اهل لنینگراد (سن پترزبورگ فعلی) بود که ۱۱ مارس ۱۹۸۹ زاده شد. حرفه والدین وی اسکیت نمایشی روی یخ بود؛ که در بازی‌های المپیک زمستانی ۱۹۷۲ به مقام سوم رسیده بودند. یلچین در سپتامبر ۱۹۸۹ زمانی که ۶ ماهه بود به همراه خانواده اش به عنوان پناهنده به ایالات متحده آمریکا مهاجرت کرد. وی در سن ۹ سالگی وارد عرصه هنری شد.
او در فیلم «پیشتازان فضا» (محصول ۲۰۰۹) و «پیشتازان فضا، به سوی تاریکی» (۲۰۱۳) نقش «پاول چخوف» را بازی می‌کرد. یلچین در فیلم‌های «دیوانه وار» (۲۰۱۱) و اتاق سبز (۲۰۱۵) بازی کرده بود.

## درگذشت
آنتون یلچین، در ۱:۱۰ بامداد روز ۱۹ ژوئن ۲۰۱۶ هنگامی که کنار اتومبیلش ایستاده بود،اتومبیل شروع به راه افتادن روی شیب تند جاده کنار خانه‌اش در ناحیه استودیو سیتی، لس‌آنجلس می‌کند و او را زیر می‌گیرد. او به فاصله کوتاهی بعد از آن در سن ۲۷ سالگی درمی‌گذرد. جسد وی را دوستانش در حالی که میان اتومبیلش و یک تیرک پستی گیر کرده بود پیدا کردند.
خبر مرگ او با واکنش گسترده در شبکه‌های اجتماعی روبرو شد. زکری کینتو که رشته فیلم‌های «پیشتازان فضا» همبازی وی بود در اینستاگرام خود نوشته بود: «دوست عزیز ما. رفیق ما. آنتون ما.»

## بخشی از فیلم‌شناسی

### سینمایی
- وقتی که عنکبوت می‌آید (۲۰۰۱)
- ۱۵ دقیقه (۲۰۰۱)
- قلب‌ها در آتلانتیس (۲۰۰۱)
- تحویل میلو (۲۰۰۱)
- خانه دی (۲۰۰۴)
- آلفا داگ (۲۰۰۶)
- چارلی بارتلت (۲۰۰۷)
- نیویورک، دوستت دارم (۲۰۰۸)
- پیشتازان فضا (۲۰۰۹)
- نابودگر: رهایی (۲۰۰۹)
- تو و من (۲۰۱۱)
- سگ‌آبی (۲۰۱۱)
- اسمورف‌ها (۲۰۱۱)
- دزدان دریایی! گروهی از ناجورها (۲۰۱۲)
- فیلم ۴۳ (۲۰۱۳)
- توماس عجیب (۲۰۱۳)
- بر فراز تپه شقایق (۲۰۱۳)
- پیشتازان فضا به سوی تاریکی (۲۰۱۳)
- تنها عاشقان زنده ماندند (۲۰۱۳)
- اسمورف‌ها ۲ (۲۰۱۳)
- ۵ تا ۷ (۲۰۱۴)
- سیمبلین (۲۰۱۴)
- مرگ روشنایی (۲۰۱۴)
- بدون سکان (۲۰۱۴)
- اتاق سبز (۲۰۱۵)
- اسب‌های شکسته (۲۰۱۵)
- فراتر از پیشتازان فضا (۲۰۱۶)
- خاطره (۲۰۱۷)
- با کلاس‌ها (۲۰۱۷)
- شکارچیان غولها (۲۰۱۸)

### تلویزیونی
- زیاد ذوق‌زده نشو (۲۰۰۴)
- جک (۲۰۰۴)
- ذهن‌های مجرم (۲۰۰۶)

## بخشی از جوایز و افتخارات
| سال  | جایزه                             | رده                  | عنوان اثر    | رسانه     | نتیجه    |
| ---- | --------------------------------- | -------------------- | ------------ | --------- | -------- |
| ۲۰۰۵ | جایزه هنرمند جوان                 |                      | جک           | تلویزیونی | نامزدشده |
| ۲۰۰۵ | انجمن منتقدان فیلم بوستون         | Best Ensemble Cast   | پیشتازان فضا | فیلم      | برنده    |
| ۲۰۰۹ | انجمن منتقدان فیلم بوستون         | Best Ensemble        | پیشتازان فضا | فیلم      | نامزدشده |
| ۲۰۱۰ | جایزه انجمن منتقدان پخش‌کننده فیلم | Best Acting Ensemble | پیشتازان فضا | فیلم      | نامزدشده |